# Gerhard R. Steinhäuser
Gerhard Rudolf Steinhäuser (geboren im September 1920 in Brünn, Tschechoslowakei; gestorben im September 1989) war ein deutscher Schriftsteller.

## Leben
Steinhäuser studierte Jura, Vorgeschichte und Naturwissenschaft in Brünn und arbeitete danach als Redakteur der Tiroler Tageszeitung und als freier Journalist. Seit 1969 war er freier Schriftsteller. Neben dem Science-Fiction-Roman Unternehmen Stunde Null, in dem er das Schicksal von sechs Menschen in der zerstörten Welt nach einer globalen Katastrophe beschreibt, ist er hauptsächlich bekannt durch eine ab 1971 erscheinende Reihe spekulativer Bücher über Prä-Astronautik, Ufologie und Ähnliches, die im Zusammenhang mit dem durch die Schriften Erich von Dänikens ausgelösten Interesse an solchen Themen zu sehen sind.

## Bibliografie
Belletristik
- Unternehmen Stunde Null 1986 : Leben nach dem Jüngsten Tag. Desch, München, Wien & Basel 1973, ISBN 3-420-04687-1.
- Der Mann, der nach Gestern ging : Die Chronik eines ungewöhnlichen Abenteuers. Nach den Aufzeichnungen des Johann Gottfried von Lenz. Bearbeitet von Gerhard R. Steinhäuser. Caesar-Verlag, Wien 1981, ISBN 3-7023-3036-7.

Sachliteratur
- Heimkehr zu den Göttern : Chrononauten durchbrechen die Zeitmauer. Herbig, München u. a. 1971.
- Das Geheimnis der sterbenden Sterne : Die Zeit-Gefangenen rebellieren. Herbig, München & Berlin 1972, ISBN 3-7766-0602-9.
- Jesus Christus – Erbe der Astronauten. Kremayr & Scheriau, Wien 1973.
- Der Tod und was dahinter ist : Auf den Spuren der Unsterblichkeit. Bauer, Freiburg 1975, ISBN 3-7626-0184-4. 2., erw. Aufl. 1977, ISBN 3-7626-0184-4.
- Die Zukunft, die gestern war : Zufall, Zeit und Schicksal. Herbig, München 1977.
- Unsere Heimat im All : Als die Erde aus dem Weltraum kam : Das Geheimnis der Ufos. Omnibus-Verlag, Wien 1979.
- Heimkehr zu den Göttern : Die Zukunft, die gestern war. Hrsg. von Peter Krassa. Ullstein Phantastische Phänomene #3565, 1997, ISBN 3-548-35659-1.